# Melanteriet
Het mineraal melanteriet of ijzervitriool is een gehydrateerd ijzer-sulfaat met de chemische formule FeSO4·7H2O. Het mineraal wordt gevonden in groene of blauwgroene stalactieten.

## Naamgeving
De naam van het mineraal is afgeleid van het Griekse woord melas, dat "zwart" betekent.